# Tales of VS.
Tales of VS. (テイルズ オブ バーサス, Teirusu Obu Bāsasu, prononcé Versus) est un jeu vidéo de combat développé et édité par Namco Bandai. Le jeu est disponible en 2009 au Japon sur PlayStation Portable.
Le jeu regroupe divers personnages issus de nombreux jeux de la série Tales of pour s’affronter en combat singulier.
La bande originale du jeu est interprétée par Girl Next Door et s’intitule Be your wings. Le titre est sorti au Japon un jour avant le jeu soit le 5 août 2009.
Le jeu semble également être doté d'un scénario mettant en scène des personnages de la série, à la manière de Tales of the World: Radiant Mythology et Tales of the World: Radiant Mythology 2.

## Personnages
Le tableau ci-dessous énumère les 35 personnages jouables avec leurs jeux d'origines et la plate-forme correspondante. Les combattants s'affrontent dans des arènes et usent de leurs plus célèbres techniques de combats.
| Personnage             | Jeux                                      | Console d'origine |
| ---------------------- | ----------------------------------------- | ----------------- |
| Cless Alvein           | Tales of Phantasia                        | Super Nintendo    |
| Mint Adnade            | Tales of Phantasia                        | Super Nintendo    |
| Chester Barklight      | Tales of Phantasia                        | Super Nintendo    |
| Arche Klaine(Klein)    | Tales of Phantasia                        | Super Nintendo    |
| Dhaos                  | Tales of Phantasia                        | Super Nintendo    |
| Stan(Stahn) Aileron    | Tales of Destiny                          | PlayStation       |
| Lion(Leon) Magnus      | Tales of Destiny                          | PlayStation       |
| Philia Philis(Felice)  | Tales of Destiny                          | PlayStation       |
| Mighty Kongman         | Tales of Destiny                          | PlayStation       |
| Barbatos Goetia        | Tales of Destiny                          | PlayStation       |
| Farah Oerstead         | Tales of Eternia                          | PlayStation       |
| Kyle Dunamis           | Tales of Destiny 2                        | PlayStation 2     |
| Nanaly Fletch          | Tales of Destiny 2                        | PlayStation 2     |
| Harold Berselius       | Tales of Destiny 2                        | PlayStation 2     |
| Lloyd Irving           | Tales of Symphonia                        | Nintendo GameCube |
| Collet(Colette) Brunel | Tales of Symphonia                        | Nintendo GameCube |
| Kratos Aurion          | Tales of Symphonia                        | Nintendo Gamecube |
| Presea Combatir        | Tales of Symphonia                        | Nintendo GameCube |
| Mao                    | Tales of Rebirth                          | PlayStation 2     |
| Eugene Gallardo        | Tales of Rebirth                          | PlayStation 2     |
| Senel Coolidge         | Tales of Legendia                         | PlayStation 2     |
| Luke fon(fone) Fabre   | Tales of the Abyss                        | PlayStation 2     |
| Tear Grants            | Tales of the Abyss                        | PlayStation 2     |
| Jade Curtiss           | Tales of the Abyss                        | PlayStation 2     |
| Anise Tatlin           | Tales of the Abyss                        | PlayStation 2     |
| Asch                   | Tales of the Abyss                        | PlayStation 2     |
| Caius Qualls           | Tales of the Tempest                      | Nintendo DS       |
| Ruca Milda             | Tales of Innocence                        | Nintendo DS       |
| Iria Animi             | Tales of Innocence                        | Nintendo DS       |
| Richter Abend          | Tales of Symphonia: Dawn of the New World | Wii               |
| Yuri Lowell            | Tales of Vesperia                         | Xbox 360          |
| Rita Mordio            | Tales of Vesperia                         | Xbox 360          |
| Judith                 | Tales of Vesperia                         | Xbox 360          |
| Shing Meteoryte        | Tales of Hearts                           | Nintendo DS       |
| Kohak Hearts           | Tales of Hearts                           | Nintendo DS       |

## Accueil
Tales of Versus s'est vu attribuer un 32/40 (8/8/8/8) de la part du magazine de jeux vidéo Famitsu.